# World Rubik's Cube Championship 2009
Il World Rubik's Cube Championship 2009 è stato il 5º campionato mondiale di speedcubing, ovvero un torneo nella risoluzione del Cubo di Rubik e puzzle simili, tenutosi a Düsseldorf in Germania. Come l'edizione successiva del World Rubik's Cube Championship 2011 il torneo comprese tutte e 19 le categorie WCA; inoltre è il torneo ufficiale con il maggior di partecipanti di sempre con 327 provenienti da 32 paesi.

## Classifiche
Le seguenti classifiche riportano i primi 3 classificati di ogni categoria riguardanti il turno finale di ciascun evento. Infatti per alcuni eventi ci furono dei turni preliminari in base ai quali i migliori speedcuber, in base alla media, poterono accedere alle finali.

### 3x3
| Posizione | Persona           | Paese       | Media | Tempi                             | Record singolo | Record media     |
| --------- | ----------------- | ----------- | ----- | --------------------------------- | -------------- | ---------------- |
| 1         | Breandan Vallance | Regno Unito | 10.74 | 10.19 11.78 (11.80) 10.25 (9.63)  |                | Record nazionale |
| 2         | Erik Akkersdijk   | Paesi Bassi | 11.52 | 11.55 11.43 (14.05) (10.75) 11.59 |                |                  |
| 3         | Tomasz Żołnowski  | Polonia     | 11.64 | 11.77 (11.02) 11.30 11.84 (12.18) |                |                  |

### 4x4
| Posizione | Persona              | Paese       | Media | Tempi                             | Record singolo | Record media     |
| --------- | -------------------- | ----------- | ----- | --------------------------------- | -------------- | ---------------- |
| 1         | Syuhei Omura         | Giappone    | 45.18 | (49.05) 44.31 (43.19) 46.08 45.16 |                | Record nazionale |
| 2         | Durben Joun Virtucio | Filippine   | 48.36 | (51.93) 47.21 50.94 (46.94) 44.69 |                |                  |
| 3         | Erik Akkersdijk      | Paesi Bassi | 49.47 | (39.43) 55.52 48.94 43.94 (DNF)   | Record europeo |                  |

### 5x5
| Posizione | Persona         | Paese       | Media   | Tempi                                       | Record singolo | Record media |
| --------- | --------------- | ----------- | ------- | ------------------------------------------- | -------------- | ------------ |
| 1         | Dan Cohen       | USA         | 1:18.20 | (1:10.40) 1:19.02 (1:23.11) 1:20.59 1:15.00 |                |              |
| 2         | Erik Akkersdijk | Paesi Bassi | 1:22.97 | (1:38.05) 1:21.81 1:21.38 1:25.72 (1:19.52) |                |              |
| 3         | Michał Halczuk  | Polonia     | 1:25.49 | 1:26.46 1:26.06 (1:21.50) (1:26.55) 1:23.96 |                |              |

### 2x2
| Posizione | Persona         | Paese   | Media | Tempi                        | Record singolo | Record media |
| --------- | --------------- | ------- | ----- | ---------------------------- | -------------- | ------------ |
| 1         | Rowe Hessler    | USA     | 3.28  | (5.25) 3.68 3.40 (2.46) 2.77 |                |              |
| 2         | Édouard Chambon | Francia | 3.44  | 3.56 3.75 (2.68) 3.02 (DNF)  |                |              |
| 3         | Łukasz Ciałoń   | Polonia | 3.58  | (2.68) 3.66 (DNF) 3.31 3.78  |                |              |

### 3x3 BLD
| Posizione | Persona         | Paese   | Media   | Tempi               | Record singolo   | Record media |
| --------- | --------------- | ------- | ------- | ------------------- | ---------------- | ------------ |
| 1         | Guillain Potron | Francia | 1:05.43 | 1:05.43 1:39.56 DNF | Record nazionale |              |
| 2         | Rafał Guzewicz  | Polonia | 1:10.63 | 1:16.18 DNF 1:10.63 |                  |              |
| 3         | Timothy Sun     | USA     | 3.58    | 1:22.93 1:14.06 DNF |                  |              |

### 3x3 OH
| Posizione | Persona      | Paese    | Media | Tempi                             | Record singolo | Record media    |
| --------- | ------------ | -------- | ----- | --------------------------------- | -------------- | --------------- |
| 1         | Yumu Tabuchi | Giappone | 16.90 | 17.18 (15.55) 16.40 (22.38) 17.11 |                | Record mondiale |
| 2         | Syuhei Omura | Giappone | 19.97 | (23.22) 20.83 20.03 19.05 (18.80) |                |                 |
| 3         | Rowe Hessler | USA      | 20.02 | (15.33) (27.46) 21.06 15.59 23.40 |                |                 |

### 3x3 FM
| Posizione | Persona      | Paese       | Media | Tempi | Record singolo   | Record media |
| --------- | ------------ | ----------- | ----- | ----- | ---------------- | ------------ |
| 1         | Olivér Perge | Ungheria    | 26    | 26    | Record nazionale |              |
| 2         | Yumu Tabuchi | Giappone    | 29    | 29    | Record asiatico  |              |
| 3         | Bence Barát  | Ungheria    | 30    | 30    |                  |              |
| 3         | Maarten Smit | Paesi Bassi | 30    | 30    |                  |              |

### 3x3 WF
| Posizione | Persona         | Paese       | Media   | Tempi   | Record singolo | Record media     |
| --------- | --------------- | ----------- | ------- | ------- | -------------- | ---------------- |
| 1         | Yumu Tabuchi    | Giappone    | 55.34   | 55.34   |                | Record nazionale |
| 2         | Erik Akkersdijk | Paesi Bassi | 1:06.31 | 1:06.31 |                |                  |
| 3         | Timothy Sun     | USA         | 1:12.71 | 1:12.71 |                |                  |

### Megaminx
| Posizione | Persona        | Paese    | Media   | Tempi                   | Record singolo   | Record media     |
| --------- | -------------- | -------- | ------- | ----------------------- | ---------------- | ---------------- |
| 1         | Bálint Bodor   | Ungheria | 1:05.32 | 1:08.53 1:09.50 57.94   | Record mondiale  | Record nazionale |
| 2         | Simon Westlund | Svezia   | 1:09.98 | 1:08.00 1:12.25 1:09.68 | Record nazionale | Record nazionale |
| 3         | Takumi Yoshida | Giappone | 1:11.93 | 1:14.53 1:10.81 1:10.46 |                  |                  |

### Pyraminx
| Posizione | Persona             | Paese     | Media | Tempi                        | Record singolo | Record media |
| --------- | ------------------- | --------- | ----- | ---------------------------- | -------------- | ------------ |
| 1         | Yohei Oka           | Giappone  | 4.87  | 4.61 (3.88) 5.08 (5.77) 4.93 |                |              |
| 2         | Tomasz Kiedrowicz   | Polonia   | 5.79  | 5.63 5.34 (6.40) (5.34) 6.80 |                |              |
| 3         | Oscar Roth Andersen | Danimarca | 6.26  | (7.61) 6.33 (5.93) 6.52 5.00 |                |              |

### Square-1
| Posizione | Persona                | Paese   | Media | Tempi                             | Record singolo  | Record media   |
| --------- | ---------------------- | ------- | ----- | --------------------------------- | --------------- | -------------- |
| 1         | Piotr Michał Padlewski | Polonia | 15.21 | 16.30 (10.96) (17.91) 13.86 15.47 | Record mondiale | Record europeo |
| 2         | Dan Cohen              | USA     | 17.64 | (13.28) 17.28 17.71 (19.72) 17.94 |                 |                |
| 3         | Grzegorz Prusak        | Polonia | 20.77 | 21.56 (DNF) 22.05 (16.90) 18.69   |                 |                |

### Rubik's Clock
| Posizione | Persona                    | Paese       | Media | Tempi                           | Record singolo   | Record media     |
| --------- | -------------------------- | ----------- | ----- | ------------------------------- | ---------------- | ---------------- |
| 1         | Koen Wermer                | Paesi Bassi | 9.43  | 9.11 8.53 10.65 (12.77) (8.18)  | Record nazionale | Record nazionale |
| 2         | Ernesto Fernández Regueira | Spagna      | 9.54  | (8.61) 9.83 (DNF) 9.02 9.77     |                  | Record nazionale |
| 3         | Dennis Strehlau            | Germania    | 10.47 | 9.66 (9.27) 11.13 10.61 (11.78) |                  |                  |

### 6x6
| Posizione | Persona         | Paese       | Media   | Tempi                   | Record singolo   | Record media     |
| --------- | --------------- | ----------- | ------- | ----------------------- | ---------------- | ---------------- |
| 1         | Dan Cohen       | USA         | 2:36.65 | 2:57.27 2:30.09 2:22.58 | Record nazionale |                  |
| 2         | Michał Halczuk  | Polonia     | 2:52.02 | 2:48.97 2:59.86 2:47.22 |                  |                  |
| 3         | Erik Akkersdijk | Paesi Bassi | 2:54.59 | 3:17.03 2:37.94 2:48.80 | Record nazionale | Record nazionale |

### 7x7
| Posizione | Persona        | Paese    | Media   | Tempi                   | Record singolo  | Record media     |
| --------- | -------------- | -------- | ------- | ----------------------- | --------------- | ---------------- |
| 1         | Michał Halczuk | Polonia  | 4:01.23 | 4:11.28 3:43.15 4:09.27 | Record mondiale | Record europeo   |
| 2         | Bence Barát    | Ungheria | 4:07.73 | 4:09.03 4:17.03 3:57.13 |                 | Record nazionale |
| 3         | Dan Cohen      | USA]     | 4:25.87 | 3:50.00 4:42.96 4:44.64 |                 |                  |

### Rubik's Magic
| Posizione | Persona      | Paese    | Media | Tempi                        | Record singolo | Record media |
| --------- | ------------ | -------- | ----- | ---------------------------- | -------------- | ------------ |
| 1         | Olivér Perge | Ungheria | 1.01  | 1.02 (0.94) 1.00 1.02 (DNF)  |                |              |
| 2         | Bálint Bodor | Ungheria | 1.05  | (2.16) 1.27 0.94 0.93 (0.88) |                |              |
| 3         | Máté Horváth | Ungheria | 1.06  | 1.05 1.05 (1.34) (0.97) 1.09 |                |              |

### Rubik's Master Magic
| Posizione | Persona      | Paese    | Media | Tempi                        | Record singolo | Record media |
| --------- | ------------ | -------- | ----- | ---------------------------- | -------------- | ------------ |
| 1         | Máté Horváth | Ungheria | 2.22  | (2.36) 2.21 2.22 2.22 (1.93) |                |              |
| 2         | Milán Baticz | Ungheria | 2.47  | 2.86 (2.96) (2.02) 2.11 2.43 |                |              |
| 3         | Máté Horváth | Polonia  | 2.96  | 2.96 (3.88) 3.21 (2.69) 2.72 |                |              |

### 4x4 BLD
| Posizione | Persona        | Paese                 | Media   | Tempi       | Record singolo   | Record media |
| --------- | -------------- | --------------------- | ------- | ----------- | ---------------- | ------------ |
| 1         | Kai Jiptner    | Germania              | 7:02.66 | DNF 7:02.66 | Record nazionale |              |
| 2         | Yumu Tabuchi   | Giappone              | 8:41.85 | DNF 8:41.85 | Record asiatico  |              |
| 3         | Chris Hardwick | Stati Uniti d'America | 9:41.87 | DNF 9:41.87 |                  |              |

### 5x5 BLD
| Posizione | Persona        | Paese                 | Media    | Tempi        | Record singolo  | Record media |
| --------- | -------------- | --------------------- | -------- | ------------ | --------------- | ------------ |
| 1         | Rafał Guzewicz | Polonia               | 15:43.00 | 15:43.00 DNF | Record europeo  |              |
| 2         | Chris Hardwick | Stati Uniti d'America | 24:46.00 | DNF 24:46.00 |                 |              |
| 3         | Ryosuke Mondo  | Giappone              | 26:30.00 | DNF 26:30.00 | Record asiatico |              |

### 3x3 Multi BLD
| Posizione | Persona         | Paese                 | Media          | Tempi          | Record singolo | Record media |
| --------- | --------------- | --------------------- | -------------- | -------------- | -------------- | ------------ |
| 1         | Tim Habermaas   | Germania              | 12/14 in 52:50 | 12/14 in 52:50 |                |              |
| 2         | Dennis Strehlau | Germania              | 11/12 in 57:00 | 11/12 in 57:00 |                |              |
| 3         | Timothy Sun     | Stati Uniti d'America | 6/6 in 36:59   | 6/6 in 36:59   |                |              |

 = Record mondiale

 = Record europeo

 = Record americano

 = Record asiatico

 = Record nazionale

DNF = Risoluzione del cubo non completata